# セルネックス・テレコム
セルネックス・テレコム（西: Cellnex Telecom, S.A.）は、無線通信インフラおよび放送インフラを保有する電気通信事業者。スペイン・バルセロナに本社を置き、ヨーロッパ7カ国で事業を展開している。マドリード証券取引所上場企業（BMAD: CLNX）。

## 沿革
セルネックス・テレコムのルーツは2000年、スペインの高速道路運営企業のAcesa Infraestructuresがバルセロナの通信事業者のTradia Telecomの株式の過半数を買収し、緊急時を想定した無線通信事業および放送インフラ事業に着手したことに始まり、2003年にAcesa Infraestructuresが企業合併によりアベルティスとなったことに伴って、通信部門はその傘下のアベルティス・テレコムとなった。以降アベルティス・テレコムは数年間のうちにスペイン国内の大半で携帯電話通信および地上波デジタル放送のサービスを提供開始し、2012年にスペイン通信事業者最大手のテレフォニカから約1,000におよぶ電波塔を買収、翌2013年にテレフォニカおよび無線通信事業者のYoigoから合計1,975の電波塔を買収し、無線通信インフラ事業者としての地位を高めた。2015年4月、アベルティスから独立した組織のセルネックス・テレコムとなり、7月に株式公開企業となった。
2018年7月、イタリアのベネトン家が大株主の高速道路管理会社であるアトランティアによるアベルティス株式買収を受け、ベネトン家運営の通信事業持株会社（現在のConnecT S.p.A.）が、アベルティスの保持していたセルネックス・テレコムの株式を買収し、最大株主となった。
事業別の売上では、各国の無線通信インフラ事業が3分の2強、スペイン国内の放送インフラ事業が2割強となっている。

## 国際展開
ヨーロッパ各国の無線通信インフラ企業買収による事業拡大を行っている。2014年にイタリアの同業TowerCoを買収し国外進出を開始、続いて2015年3月にイタリアの同業WINDから7,000以上の電波塔を買収した。2016年7月、フランスのブイグテレコム保有の電波塔を買収し同国への進出を開始、9月にはイギリスに拠点を置く同業のShere Group Ltd.を買収し同国およびオランダへの進出を開始、2017年8月、スイスのサンライズ・コミュニケーションズの電波塔運営子会社であるSwiss Towers AGを買収、9月にオランダの同業Alticomを買収した。2019年10月、イギリスのArqivaから基地局事業を買収、2020年1月、ポルトガルの同業OMTELを買収、4月にはポルトガルの無線通信事業者のNOSから電波塔運営事業を買収した。